# Eixample

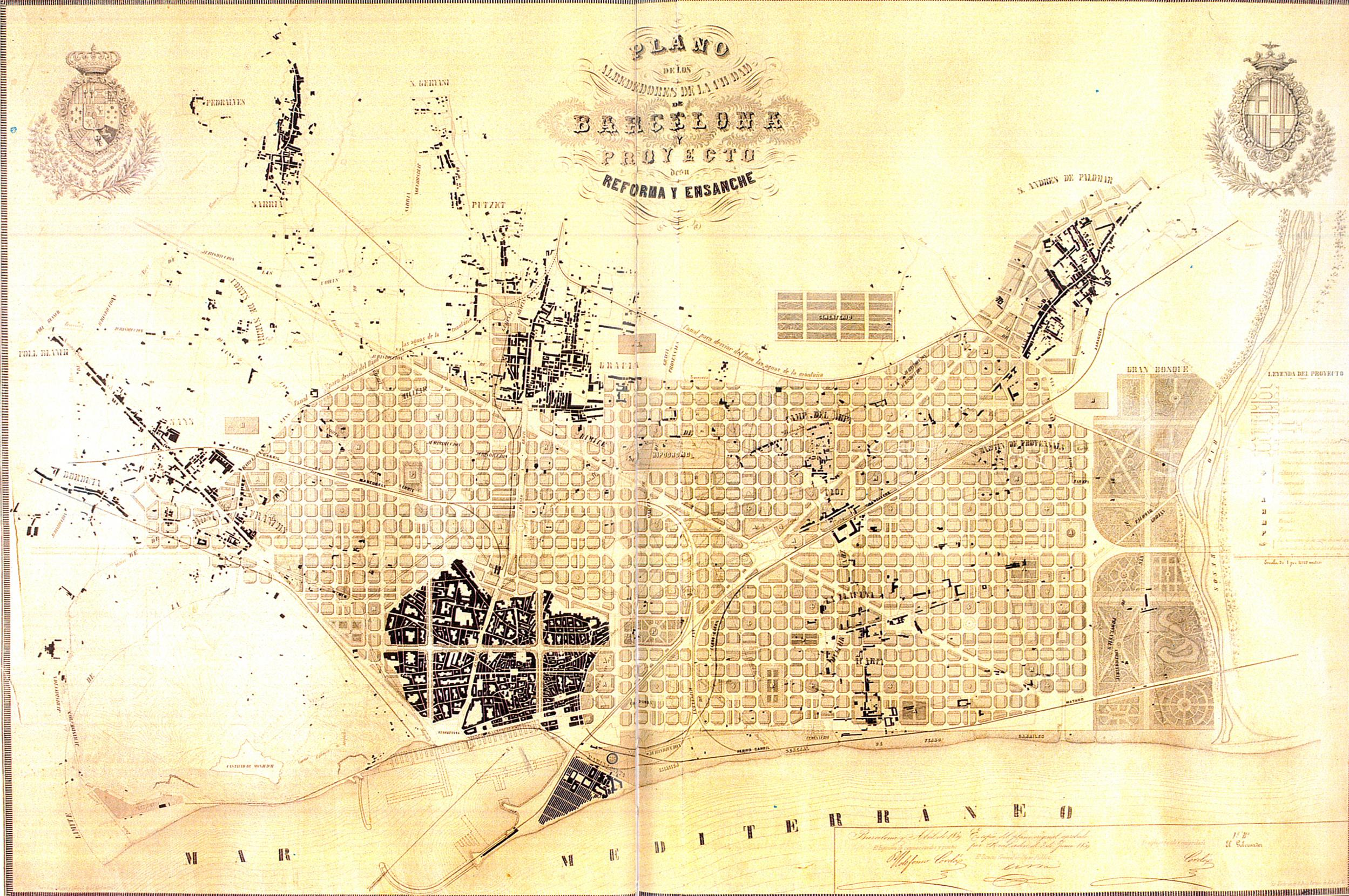
Plattegrond van het plan uit 1859

Het Eixample (Catalaans woord voor 'uitbreiding', Spaans: Ensanche) is een aan het eind van de 19e eeuw planmatig opgezet district van Barcelona. Het was bedoeld als uitbreidingsplan van de stad, ontworpen door de Catalaanse stedenbouwkundige Ildefons Cerdà (1815-1876) dat een voorbeeld is van wetenschappelijke stedenbouw.
Aan het begin van de 19e eeuw had Barcelona de hoogste woondichtheid van Europa. De binnenstad (Ciutat Vella) was nog ommuurd en buiten de muren mocht slechts beperkt gebouwd worden. Uitbreiding van de stad was noodzakelijk en men wilde de stad met de omliggende dorpen verbinden. Ildefons Cerdà had een visie over een leefbare stad met veel groen, goede verbindingen en socialistische idealen die hij in het ontwerp tot uiting bracht. Dit plan kreeg de naam Eixample.
In Eixample is ingedeeld in zes wijken. Hier zijn bezienswaardigheden te vinden waaronder de Sagrada Família, Casa Milà, Casa Batlló, La Monumental en het Teatre Nacional de Catalunya.

## Oorspronkelijke plan
Door de industriële revolutie was er een grote trek van werkzoekenden van het platteland naar de steden. Ook was er behoefte aan extra bouwgrond. De oude stad raakte steeds voller en werd daardoor onleefbaar, door vuile lucht, afval en de dreiging van ziektes. In de omliggende dorpen kon wel gebouwd worden. De doorgaande weg Passeig de Gràcia die de oude stad (Ciutat Vella) met het dorp Gràcia verbond stamt nog uit deze tijd. De stad besloot om de stadsmuren af te breken (1854-1856) en om de stad uit te breiden.
In 1855 werd serieus overwogen om het plan van Ildefons Cerdà door te voeren. Dit was niet alleen een uitbreiding, maar het verbond de stad ook meteen met de omliggende dorpen, zoals o.a. Gràcia, Sant Andreu en Sant Martí. Cerdà's plan was ontworpen volgens socialistische ideeën. Zo zouden zowel de gegoede burgerij, kleine zelfstandigen en arbeiders tussen elkaar gehuisvest worden. Op de tekentafel werden gelijkvormige, achthoekige blokken ontworpen. Het hele district zou doorkruist worden door een lange, diagonale avenue, Diagonal genoemd. Cerdà had zich laten inspireren door grote steden in de Nieuwe Wereld zoals New York (Commissioners' Plan van 1811), Buenos Aires en Philadelphia.

De woonblokken zoals voorzien door Cerdà. Deze blokken zouden maximaal aan drie zijden bebouwd worden.

De woonblokken werden allen 113 bij 113 meter en de straten kregen een standaard breedte van 20 meter. De hoeken van de woonblokken werden afgeknot waardoor deze achthoekig werden. Dit vergrootte de zichtbaarheid voor het verkeer en zorgde voor extra zonlicht. Ook voorzag hij dat toekomstige trams de bochten dan beter konden nemen. De gebouwen mochten niet hoger worden dan 16 meter en maximaal drie zijden van elk blok mochten bebouwd worden. Binnenin de blokken zou ruimte zijn voor tuinen, de zogenaamde longen van de stad. De groenvoorziening kon zo gepland worden dat de lucht goed door de stad kon stromen. Op deze manier werd een gezonde en veilige stad voorzien. De vierkante woonblokken hadden nog een voordeel. Op deze manier konden er behalve appartementen ook grote complexen gebouwd worden. Oorspronkelijke zou het merendeel van de straten verkeersvrij worden.

## In de praktijk
De praktijk bleek weerbarstig. Er was veel kritiek op het plan, met name op de socialistische inslag. In 1859 schreef het stadsbestuur daarom een prijsvraag uit die gewonnen werd door Antonio Rovira y Trías. Zijn plan leek sterk op dat van Cerdà maar wel met dichtere bebouwing en duidelijk onderscheidende wijken voor de verschillende sociale klassen.
Nog voordat de stad hierover besloot nam de Spaanse regering bij koninklijk besluit het plan van Cerdà aan. Het plan werd doorgevoerd maar wel met veel protest. Cerdà's plan werd zelfs uitgebreid. Het gemeentebestuur van Barcelona liet na om de leiding over het project op zich te nemen. Speculanten namen daarom snel bezit van de grond en huizenbouw in het gebied. Van groenbeplanting is weinig terechtgekomen en ook de maximale hoogte van vier verdiepingen is lang niet overal aangehouden. Het oorspronkelijke stratenplan is nog goed te herkennen. Ook zien we de achtkantige vormen terug in de verschillende gebouwen. Het plan van Cerdà wordt internationaal gewaardeerd en wordt als rationeler gezien dan dat van zijn concurrent Trías.
Enkel doorgaande wegen zijn breder. O.a. de Gran Via de les Corts Catalanes en de Calle de Aragón omdat hier zich eerder een spoorlijn bevond die ondergronds is gebracht.

## De 21e eeuw
Eixample vormt het hart van Barcelona. Meer nog dan het oude centrum. Het is tevens rijk aan Modernistische architectuur.
In het gedeelte tussen de straten Carrer de Balmes, Gran Via de les Corts Catalanes, Carrer d'Urgell en Carrer d'Aragó is aan het eind van de 20e eeuw een homobuurt ontstaan, bekend als Gaixample. 
In 2016 besloot Barcelona een gedeelte van het gebied autoluw te maken, door het invoeren van zogeheten superblocks waarbinnen doorgaande routes zijn afgesloten.